# Douve
Die Douve ist ein Küstenfluss in Frankreich, der im Département Manche, in der Region Normandie verläuft. Sie entspringt im Gemeindegebiet von Tollevast, entwässert generell in südöstlicher Richtung, durchquert den Regionalen Naturpark Marais du Cotentin et du Bessin und mündet nach rund 79 Kilometern nordöstlich von Carentan in den Ärmelkanal. Zwischen Carentan und der Mündung wurde der Fluss zum Canal de Carentan à la Mer ausgebaut, der auch von Schiffen befahren werden kann.

## Orte am Fluss
(Reihenfolge in Fließrichtung)
- Tollevast
- Sottevast
- Négreville
- L’Étang-Bertrand
- Saint-Sauveur-le-Vicomte
- Liesville-sur-Douve
- Carentan